# Liste der Baudenkmäler in Bibertal
Auf dieser Seite sind die Baudenkmäler in der schwäbischen Gemeinde Bibertal zusammengestellt. Diese Tabelle ist eine Teilliste der Liste der Baudenkmäler in Bayern. Grundlage ist die Bayerische Denkmalliste, die auf Basis des Bayerischen Denkmalschutzgesetzes vom 1. Oktober 1973 erstmals erstellt wurde und seither durch das Bayerische Landesamt für Denkmalpflege geführt wird. Die folgenden Angaben ersetzen nicht die rechtsverbindliche Auskunft der Denkmalschutzbehörde.

## Baudenkmäler nach Ortsteilen

### Anhofen
| Lage                          | Objekt                                       | Beschreibung                                                  | Akten-Nr.             | Bild           |
| ----------------------------- | -------------------------------------------- | ------------------------------------------------------------- | --------------------- | -------------- |
| Akazienweg (Standort)         | Feldkapelle                                  | 18. Jahrhundert                                               | D-7-74-119-1 Wikidata | weitere Bilder |
| Lehrer-Grotz-Weg 3 (Standort) | Katholische Pfarrkirche St. Maria Immaculata | mittelalterlich, Ausbau Ende 18. Jahrhundert; mit Ausstattung | D-7-74-119-2 Wikidata | weitere Bilder |

### Bühl
| Lage                                     | Objekt                                | Beschreibung                                                                               | Akten-Nr.             | Bild           |
| ---------------------------------------- | ------------------------------------- | ------------------------------------------------------------------------------------------ | --------------------- | -------------- |
| Kirchberg 12 (Standort)                  | Katholische Pfarrkirche St. Margareta | Teile des Chores und Turmunterbau vor 1488, 1964/65 Umbau und Erweiterung; mit Ausstattung | D-7-74-119-3 Wikidata | weitere Bilder |
| Kirchberg 12 (bei der Kirche) (Standort) | Steinkreuz                            | Spätmittelalterlich                                                                        | D-7-74-119-4 Wikidata | Steinkreuz     |

### Echlishausen
| Lage                              | Objekt                               | Beschreibung | Akten-Nr.             | Bild           |
| --------------------------------- | ------------------------------------ | --- | --------------------- | -------------- |
| St.-Leonhard-Straße 27 (Standort) | Katholische Pfarrkirche St. Leonhard | Rohziegelbau in romanisch-gotischen Mischformen, 1865/69 nach Plan von Max Treu. Die Orgel wurde nach zehnjährigem Stillstand 2012 komplett überholt und wieder in Betrieb genommen. Sie ist baugleich mit der Orgel von Wattenweiler. | D-7-74-119-5 Wikidata | weitere Bilder |

### Ettlishofen
| Lage                                                                   | Objekt                                              | Beschreibung                                                                                                 | Akten-Nr.              | Bild           |
| ---------------------------------------------------------------------- | --------------------------------------------------- | --- | ---------------------- | -------------- |
| Deiblerstraße 13 (Standort)                                            | Fachwerkstadel                                      | Mit zum Teil gezäunter Wand und Satteldach, Ende 17./Anfang 18. Jahrhundert                                  | D-7-74-119-7 Wikidata  | Fachwerkstadel |
| Deiblerstraße 20 (Standort)                                            | Wohnstallhaus                                       | Wohnteil mit Fachwerk-Obergeschoss und -giebel, bezeichnet 1748                                              | D-7-74-119-8 Wikidata  | weitere Bilder |
| Deiblerstraße 23 (Standort)                                            | Katholische Expositurkirche St. Ulrich und Leonhard | Im Kern spätgotisch, Ende 17. Jahrhundert und 1834 umgebaut; mit Ausstattung                                 | D-7-74-119-20 Wikidata | weitere Bilder |
| Ettlishofen 45 (Standort)                                              | Anhofer Mühle                                       | Stattliches zweieinhalbgeschossiges Mühlengebäude mit Walmdach und Mittelrisalit, 3. Viertel 19. Jahrhundert | D-7-74-119-21 Wikidata | weitere Bilder |
| Osterbachstraße (am nördlichen Ortsende) (Standort)                    | Feldkapelle                                         | Mit historischer Ausstattung                                                                                 | D-7-74-119-9 Wikidata  | weitere Bilder |
| Osterbachstraße (am nördlichen Ortsende, neben der Kapelle) (Standort) | Steinkreuz                                          | Mittelalterlich                                                                                              | D-7-74-119-10 Wikidata | weitere Bilder |

### Großkissendorf
| Lage                                                  | Objekt                                | Beschreibung                                                          | Akten-Nr.              | Bild           |
| ----------------------------------------------------- | ------------------------------------- | --------------------------------------------------------------------- | ---------------------- | -------------- |
| Kapellenäcker (an der Straße nach Anhofen) (Standort) | Kapelle                               | 1728                                                                  | D-7-74-119-12 Wikidata | weitere Bilder |
| Kirchplatz 1 (Standort)                               | Katholische Pfarrkirche St. Mauritius | Klassizistischer Saalbau, 1. Viertel 19. Jahrhundert; mit Ausstattung | D-7-74-119-11 Wikidata | weitere Bilder |

### Hetschwang
| Lage                              | Objekt                | Beschreibung                                                                            | Akten-Nr.              | Bild           |
| --------------------------------- | --------------------- | --------------------------------------------------------------------------------------- | ---------------------- | -------------- |
| St.-Sebastian-Straße 3 (Standort) | Kapelle St. Sebastian | Kleiner spätklassizistischer Bau mit Dachreiter, Mitte 19. Jahrhundert; mit Ausstattung | D-7-74-119-13 Wikidata | weitere Bilder |

### Schneckenhofen
| Lage                                                              | Objekt            | Beschreibung                                            | Akten-Nr.              | Bild              |
| ----------------------------------------------------------------- | ----------------- | ------------------------------------------------------- | ---------------------- | ----------------- |
| Bubesheimer Straße (an der Straße nach Großkissendorf) (Standort) | Bildstock         | 19. Jahrhundert nicht nachqualifiziert                  | D-7-74-119-15 Wikidata | Bildstock         |
| Bubesheimer Straße 8 (Standort)                                   | Kapelle St. Georg | 1924, mit Teilen einer Anlage von 1752; mit Ausstattung | D-7-74-119-14 Wikidata | Kapelle St. Georg |

### Silheim
| Lage                                                          | Objekt                           | Beschreibung | Akten-Nr.              | Bild |
| ------------------------------------------------------------- | -------------------------------- | --- | ---------------------- | --- |
| An der Kapelle (an der Straße nach Großkissendorf) (Standort) | Feldkapelle                      | 18. Jahrhundert; mit Ausstattung                                                                                | D-7-74-119-19 Wikidata | weitere Bilder                                                                                                   |
| Ortsstraße 26 (Standort)                                      | Katholische Kirche St. Apollonia | Spätgotisch, wohl 15. Jahrhundert, im 2. Viertel 18. Jahrhundert barockisiert, Turm 1730 Altummauerter Friedhof | D-7-74-119-16 Wikidata | weitere Bilder                                                                                                   |
| Postweg 1 (Standort)                                          | Gasthof Zahn                     | Fachwerkbau mit Satteldach, 17. Jahrhundert                                                                     | D-7-74-119-17 Wikidata | Gasthof Zahn |
| Ulmer Straße (an der Straße nach Straß) (Standort)            | Feldkapelle                      | 18. Jahrhundert; mit Ausstattung                                                                                | D-7-74-119-18 Wikidata | [[Vorlage:Bilderwunsch/code!/C:48.40086,10.18043!/D:Ulmer Straße (an der Straße nach Straß), Feldkapelle!/\|BW]] |